# Rose Davies
Rose Davies, född 21 december 1999, är en australisk friidrottare. Hon deltog vid olympiska sommarspelen 2020.